# Bodden Town FC
Der Bodden Town Football Club ist ein Fußballverein aus der kaimanischen Stadt Bodden Town. Der Verein wurde 1970 gegründet und spielt aktuell in der 1. Division der Foster’s National League.

## Heimstadion
Das Heimstadion des Vereins ist das Haig Bodden Stadium, benannt nach dem verstorbenen Politiker Haig Bodden. Es handelt sich um ein reines Fußballstadion mit 1.500 Plätzen und eines der wenigen Stadien, die es auf den Cayman Islands gibt.

## Erfolge
- CIFA Foster’s National League: 2012/13, 2013/14
- Cayman Islands FA Cup: 2000/01, 2008/09, 2012/13